# ジェイク・ニューベリー
クリストファー・ジェイク・ニューベリー（Christopher Jake Newberry, 1994年11月20日 - ）は、アメリカ合衆国カリフォルニア州サンディエゴ出身のプロ野球選手 (投手) 。右投右打。MLBのフィラデルフィア・フィリーズ傘下所属。

## 経歴

### プロ入りとロイヤルズ時代
2012年のMLBドラフト37巡目（全体1123位）でカンザスシティ・ロイヤルズから指名されプロ入り。契約後、傘下のルーキー級アリゾナリーグ・ロイヤルズでプロデビュー。11試合に登板して1勝0敗、防御率2.81、12奪三振を記録した。
2013年はアパラチアンリーグのルーキー級バーリントン・ロイヤルズでプレーし、11試合（先発6試合）に登板して1勝1敗、防御率2.68、50奪三振を記録した。
2014年はパイオニアリーグのルーキー級アイダホフォールズ・チュカーズでプレーし、13試合（先発10試合）に登板して6勝4敗、防御率4.50、65奪三振を記録した。
2015年はA級レキシントン・レジェンズでプレーし、35試合に登板して4勝2敗、防御率5.04、55奪三振を記録した。
2016年はA級レキシントンで開幕を迎え、シーズン途中にA+級ウィルミントン・ブルーロックスに昇格した。2チーム合計で35試合に登板して3勝2敗、防御率2.57、62奪三振を記録した。
2017年はAA級ノースウエストアーカンソー・ナチュラルズで開幕を迎え、シーズン途中にAAA級オマハ・ストームチェイサーズに昇格した。2チーム合計で43試合に登板して6勝4敗、防御率2.61、44奪三振を記録した。
2018年はAA級ノースウエストアーカンソーで開幕を迎え、その後AAA級オマハに昇格した。さらに8月18日にメジャー契約を結んでアクティブ・ロースター入りし、20日にメジャーデビューを果たした。この年はメジャーで14試合に登板して2勝0敗、防御率4.73、11奪三振を記録した。
2019年はメジャーで27試合に登板して1勝0敗、防御率3.77、29奪三振を記録した。
2020年はメジャーで20試合に登板して1勝0敗、防御率4.09、24奪三振を記録した。
2021年は4試合に登板して防御率16.62と打ち込まれ、6月7日にDFAとなり、11日にマイナー契約でAAA級オマハへ配属された。オフの11月7日にFAとなった。

### フィリーズ傘下時代
2021年12月14日にフィラデルフィア・フィリーズとマイナー契約を結び、翌年のスプリングトレーニングに招待選手として参加することになった。

## 詳細情報

### 年度別投手成績
| 年 度    | 球 団    | 登 板 | 先 発 | 完 投 | 完 封 | 無 四 球 | 勝 利 | 敗 戦 | セ 丨 ブ | ホ 丨 ル ド | 勝 率 | 打 者 | 投 球 回 | 被 安 打 | 被 本 塁 打 | 与 四 球 | 敬 遠 | 与 死 球 | 奪 三 振 | 暴 投 | ボ 丨 ク | 失 点 | 自 責 点 | 防 御 率 | W H I P |
| -------- | -------- | ----- | ----- | ----- | ----- | -------- | ----- | ----- | -------- | ----------- | ----- | ----- | -------- | -------- | ----------- | -------- | ----- | -------- | -------- | ----- | -------- | ----- | -------- | -------- | ------- |
| 2018     | KC       | 14    | 0     | 0     | 0     | 0        | 2     | 0     | 0        | 1           | 1.000 | 60    | 13.1     | 13       | 3           | 9        | 0     | 0        | 11       | 1     | 0        | 8     | 7        | 4.73     | 1.65    |
| 2019     | KC       | 27    | 0     | 0     | 0     | 0        | 1     | 0     | 0        | 4           | 1.000 | 137   | 31.0     | 29       | 7           | 16       | 2     | 1        | 29       | 0     | 0        | 13    | 13       | 3.77     | 1.45    |
| 2020     | KC       | 20    | 0     | 0     | 0     | 0        | 1     | 0     | 1        | 1           | 1.000 | 94    | 22.0     | 20       | 3           | 12       | 0     | 2        | 24       | 3     | 0        | 12    | 10       | 4.09     | 1.45    |
| 2021     | KC       | 4     | 0     | 0     | 0     | 0        | 0     | 0     | 0        | 0           | ----  | 24    | 4.1      | 10       | 2           | 3        | 0     | 0        | 5        | 1     | 0        | 8     | 8        | 16.62    | 3.00    |
| MLB：4年 | MLB：4年 | 65    | 0     | 0     | 0     | 0        | 4     | 0     | 1        | 6           | 1.000 | 315   | 70.2     | 72       | 15          | 40       | 2     | 3        | 69       | 5     | 0        | 41    | 38       | 4.84     | 1.58    |

- 2021年度シーズン終了時

### 背番号
- 68（2018年 - 2021年）